# Buin, Chile
Buin är en stad i centrala Chile. Den tillhör provinsen Maipo i regionen Región Metropolitana de Santiago, och ligger cirka 30 km söder om huvudstaden Santiago de Chile. Folkmängden uppgår till cirka 65 000 invånare. Tillsammans med grannstaden Paine bildar Buin en tätort med cirka 100 000 invånare.